# مقبرة 27
مقبرة 27 تقع في وادي الملوك في مصر. زار هذه المقبرة جون ويلكينسون، ولكن لم يتم استكشافها بالكامل حتى تسعينيات القرن العشرين من قبل دونالد بي. ريان من جامعة المحيط الهادئ اللوثرية. تتكون المقبرة من أربع غرف وهي غير مزخرفة؛ لا يُعرف شيء عن صاحبها.

## الموقع والاكتشاف والتصميم
تقع مقبرة 27 بين المقبرتين مقبرة 21 ومقبرة 28 في وادٍ جانبي يتفرع من الوادي الرئيسي. المقبرة لها تصميم بسيط يتكون من بئر وأربع غرف. تشبه إلى حد كبير مقبرة 30 وتبدو كنسخة موسعة من مقبرة ببئر وغرفة واحدة، أو قد تمثل مرحلة وسطى بين مقبرة ببئر وغرفة واحدة وتلك التي تحتوي على غرف متعددة تفتح من ممر واحد أو أكثر. ومن الميزات غير العادية في المقبرة هو المنحدر المغطى بالجص (الذي كان يعتقد في البداية أنه بئر دفن مغلق) والذي يؤدي من الغرفة الرئيسية (B) إلى غرفة جانبية (C). تعود الفخار المكتشف من المقبرة إلى منتصف الأسرة الثامنة عشر.
المكتشف الأصلي لهذه المقبرة غير معروف، ولا توجد سجلات لاكتشافها. ربما لاحظ ريتشارد بوكوك موقعها خلال جولته في مصر. من المؤكد أنها كانت معروفة لـ ويلكينسون، ووصفها بإيجاز أوجين لوفبفور بأنها تحتوي على قطع من مومياء. ربما تم التحقيق في المقبرة من قبل أوجوست مارييت في عام 1859.

## إعادة التحقيق والمحتويات
تمت عملية التنقيب في المقبرة من قبل مشروع وادي الملوك بجامعة المحيط الهادئ اللوثرية في عامي 1993 و2006. كان مدخل المقبرة معروفا باستخدامه من قبل بائعي التحف المحليين للهروب من الحرارة. ومع ذلك، لم يكن البشر فقط هم الذين استخدموا المقبرة حيث وُجدت عائلة من الكلاب تعيش هناك في عام 1990. خلال موسم 1993 تم حفر البئر جزئيًا، مما أدى إلى العثور على كميات صغيرة من الفخار وبقايا متفرقة من الدفن بما في ذلك الخشب، وأوراق الذهب، والأغلفة.
عاد المشروع في عام 2006 لإجراء تنقيب أكثر شمولاً. تم تنظيف البئر بالكامل واحتوى على عناصر حديثة مثل القمامة والتذكارات الحديثة. وُجدت بقايا السد بالطوب الطيني الأصلي في قاعدة البئر. وُجد أن المقبرة ممتلئة بالكامل تقريبًا بحطام الفيضانات. الغرفة الأولى (الغرفة B) تم حفرها بالكامل تقريبًا، تاركة فقط عمودًا صغيرًا من الحطام كسجل طبقي. تحتوي هذه الغرفة على عدد قليل جدًا من القطع الأثرية؛ فقط الأواني الحجرية المتناثرة، والفخار، والفاينس، جنبًا إلى جنب مع بعض عظام مشط يد بشرية.
كانت الغرفة الجانبية C ممتلئة تقريبًا بشظايا الفخار، معظمها من الجرار التخزينية المطلية باللون الأبيض. وجود الحجارة الكبيرة الممزوجة بالسيراميك يشير إلى أن المقبرة تعرضت لـ"حدث فيضان كارثي مع تيار قوي من الماء دخل إلى المقبرة... مما حطم ومزج محتويات المقبرة بشكل عنيف." قطع من العصر المتأخر والفخار القبطي الموجودة متناثرة في جميع أنحاء الحطام تشير إلى أن المقبرة كانت خالية نسبيًا من الحطام في هذه الفترات. تبين أن هذه الغرفة تحتوي على غالبية البقايا البشرية المكتشفة حتى الآن؛ تضمنت هذه بقايا جمجمة جزئية، فقرات، أضلاع، وذراعًا أيمنًا. يعتقد أن البقايا تخص فردًا واحدًا يبلغ عمره على الأقل ثلاثين عامًا. كما كانت هناك عظام حيوانات، على الرغم من أن هذه العظام هي على الأرجح بقايا الأطعمة المحنطة للموتى. احتوت الغرفة أيضًا على قطعتين محفورتين من جرة كانوبية تسميان "الوالد الإلهي" وسرحات؛ يعتقد أن وسرحات هو صاحب المقبرة 45 حيث تم استخراج ثلاث من جراره الكانوبية في عام 1902. تم تأجيل التنقيب في الغرفتين المتبقيتين لموسم مستقبلي. في ختام تنقيب عام 2006، أضيف باب فولاذي لتأمين المقبرة. تم إصلاح الجدار حول البئر؛ بالإضافة إلى ذلك، تم بناء جدار تحويل لحمايتها من الفيضانات.
اعتبارًا من عام 2007، تخزن المقبرة الفخار الذي وجد فيها؛ وتخزن باقي الاكتشافات في المقبرة 21 لحمايتها من الفيضانات.

## روابط خارجية
- مشروع خريطة طيبة: KV27 يشمل خرائط مفصلة لمعظم المقابر.